# Vaška (Sopje)
Vaška je naselje u Republici Hrvatskoj, u sastavu Općine Sopje, Virovitičko-podravska županija. 

## Povijest
Vaška je smještena 20km istočno od Virovitice, a 15km sjeverno od Slatine, uz rijeku Dravu. Nekad poznato mjesto, danas skladno selo, ali bez većeg značaja, između sela Novaki i Kapinaca, u bogatoj dravskoj ravnici. S Viroviticom ju je povezivala Velika Rimska Cesta koja je postojala u rimsko doba. Ime Vaške spominje se u 9.st., kao arhiđakonat 19 župa. Vaška se dokumentirano spominje u 11.st. i veže se uz jednu od najvažnijih događaja u srednjevijekovnoj Slavoniji uz osnivanje zagrebačke biskupije, kao jedan od arhiđakonata bio je i Vašćanski. 
U Vaškoj su sjedišta imali templari, koji su zemlju u Vaškoj dobili od bana Benedikta oko 1199. – 1200. godine. Također, sjedište imaju i ivanovci, od kojih 1254. godine zagrebački biskup kupuje zemlju. Prelaskom templarske i ivanovačke (red sv. Ivana Jeruzalemskog) zemlje blizu Vaške u ruke zagrebačkog biskupa nestalo je viteških redova u tom dijelu Slavonije. Dakle, u Vaškoj su odsjedali ugarsko-hrvatski kraljevi: Bela IV., 1248. te 1255. godine, a kralj Ladislav 1277.godine. Vaška je u srednjem vijeku bila slobodno 'trgovišće', zato je i kralj Ladislav 1277. godine dao slobodu. Osim templara i ivanovaca, svoje sjedište su imale i ostale ugledne redovničke zajednice, poput augustinaca (od 1297.,1329.,1334.), a samostan augustinaca u Vaškoj je bio 'Locus credibilis' (imao je pravo izdavati vjerodostojne isprave). Crkva sv.Filipa i Jakova koja je kao župna crkva postojala 1334.godine, a sigurno i prije. Osim augustinaca, na zapadnim granicama posjeda Vaške bilia je smještena i redovnička zajednica sv.Groba Jeruzalemskog. U Vaškoj je 1255.g. za vrijeme boravka kralja Bele IV. objavljen i dokument koji podanicima biskupa zagrebačkog u sv.Martinu daje povlastice kakve imaju i drugi podanici crkve zagrebačke kod sv.Martina u Vaškoj. Te povlastice potvrdio je i kralj Ladislav 1277. g. Kao dva važna dokumenta i momenta iz povijesti biskupije posjeda Vaške spominje se zgoda kada je kraljica Elizabeta Kumanka, majka kralja Ladislava otela Vašku zagrebačkom biskupu, pa ju je njen sin morao više puta opominjati da je vrati pravom vlasniku. U to doba, Vaška je teško stradala od posljedica građanskog rata. Drugi veći događaj pada 1340.g., kada su pedijalisti zagrebačkog biskupa digli bunu protiv njega. Ta buna je počela u predijela Ivanca, Dubrave i Čazme, a pridružili su joj se i pedijalisti iz Vaške. 
U Vaškoj su se događali i dramatični događaji. Slavonski ban Nikola, njegov brat Henerik i njegovi ortaci u zimi 1280./1281.godine opljačkali su Vašku, što je ustanovio sam biskup Timotije, kada je osobno došao u Vašku. Ona je bila opustošena i razrušena zbog pljačkanja bana Nikole i kneza Henerika. Sinovi bana Henerika i njegovi ortaci ne samo da su opljačkali stvari i dobra stanovnika, već je u Vaškoj nakon toga ostalo malo stanovništva. Pet žena otjerali su iz kuća na zimu, pa su se zbog velike hladnoće smrznule. Stoci, tj. ovcama i kozama koje nisu mogli otjerati zbog sniježnih nanosa, oderali su samo kožu, a meso ostavili.
Biskup je ugledne zločince za kaznu izopćio za svoga boravka u Virovitici 25.03.1281. godine. 
Vaška je vrlo rano postala središte jednog od arheđakonata zagrebačke biskupije od 1093.godine. 
Godine 1403. Vaška je uz Slatinu i Voćin proglašena gradom. U to doba je bila na vrhuncu svog prosperiteta i slave, te je u njoj zagrebački biskup 1473.imao svoj utvrđeni grad. Teško bi bilo slutiti da je Vaška u srednjem vijeku bila slobodno tržište da o tome dokumenti koji govore kako je starija od Virovitice. U hrvatskom povijesnom zemljovidu polovicom 11.st., 1073. za vrijeme kralja Petra Krešimira IV., glavni trgovački pravci idu preko Vaške u Mađarsku. Taj prijelaz je još naglašeniji nakon Zadarskoga mira (polovica 14.st.) (glavni uvoz-izvoz na cijelom dijelu sjeverne Hrvatske ide preko Vaške). 
Turskim osvajanjem 1543. nestali su svi srednjovijekovni objekti i zaboravljene povlastice slobodnog tržišta Vaške. Dolaskom Turaka U ove krajeve život u Vaškoj nije prestao, nego se promijenio. Ona je i dalje bila biskupska zemlja, ali pod vlašću Turaka. Narod je teško podnosio Zulume i Harače koje su Osmanlije i Krajiški kapetani (Đurđevac) provodili. Turci su se sprijateljili s pravoslavnim kalvinima i stvarali narodu velike prijetnje. Kao posljedica zuluma, u Vaškoj je stanovništvo u potpunosti iščezlo. 
Vaška je tada pripadala virovitičkom kotaru, a u selu se spominju prezimena Ivanac, Benšić, Matoković, Radić, Cerić, Mihalić, Drokan, Kiš, Golubić, Prebeg i seoski knez Đuro Brkić. To je novo stanovništvo od 12 obitelji. Dakle, 1698. godinenovo stanovništvo, koje se nije sjećalo kako su u Tursko doba izgledala selišta i Vaška. Intenzivnije naseljavanje počinje 1746.g., kada je Vaška imala 29, a već 1766. 50, a 1806. 49, dok 1838. čak 87 domaćinstava. Popis kaže da je 1774. godine obrađivano 648 jutara oranica i 320 kosaca livade. 
Danas je Vašćanski arheđakonat podijeljen na dva dekanata, Našićki i Virovitički. Našićkom dekanatu su pripale župe: Bokšić, Crnec, Čaćinci, Čađavica, Đurđenovac, Ferićanci, Našice, Nova Bukovica, Orahovica, Podgorač i Podmoslavina; A Virovitičkom Cabuna, Gradina, Lukač, Slatina, Sladojevci, Sopje, Starin, Gradec, Suhopolje, Bukovica, Turašnica, Virovitica i Voćin. 
Vašćanski arheđakonat bio je najistočnija zemlja zagrebačkih biskupa. Turska provala usmjerila je razvoj ovog dijela Hrvatske novim putevima. Prestrašeni i iscrpljeni narod, osiromašen kraj, te oslabljen utjecaj crkve doveli su do sve manjeg značaja Vaške. Povijesno ime Vaške ostat će zabilježeno, a sama Vaška i dalje je zanimljiva u prvom redu po svojim neistraženim arheološkim lokalitetima, te po etnografskim karakteristikama, a posebno po ostacima posebnog kajkavskog govora koji se i danas pomalo zadržao, iako u sve manjem omjeru. U novijoj povijesti, Vaška je umjesto rasta doživjela stagnaciju. Bogata i plodna zemlja blizu Drave, Virovitice i Slatine nije uspjela zadržati Vaščane u potrazi za boljim životom, te su se oni razišli doslovno po svim većim gradovima (Zagreb, Osijek, pa i u inozemstvu). Danas Vaška ima 392 stanovnika (popis iz 2001.), a 1948.g. broj stanovnika bio je 1238. U popisu koji će usijediti taj broj bit će puno manji. Od prvog popisa stanovništva iz 1857. do 2001. godine vidi se porast i pad stanovništva. 

## Stanovništvo
Prema popisu stanovništva iz 2001. godine, naselje je imalo 392 stanovnika te 138 obiteljskih kućanstava.
| broj stanovnika | 685   | 784   | 760   | 894   | 1001  | 1032  | 939   | 1015  | 1238  | 1171  | 1088  | 777   | 564   | 502   | 392   | 315   | 242   |
|                 | 1857. | 1869. | 1880. | 1890. | 1900. | 1910. | 1921. | 1931. | 1948. | 1953. | 1961. | 1971. | 1981. | 1991. | 2001. | 2011. | 2021. |